# Hova landsfiskalsdistrikt
Hova landsfiskalsdistrikt var 1918–1964 ett landsfiskalsdistrikt i Skaraborgs län, bildat när Sveriges indelning i landsfiskalsdistrikt trädde i kraft den 1 januari 1918, enligt beslut den 7 september 1917. Den 1 januari 1965 avskaffades i Sverige samtliga landsfiskaler och landsfiskalsdistrikt, och deras arbetsuppgifter delades upp på de nyskapade indelningarna polisdistrikt, åklagardistrikt och kronofogdedistrikt.
Landsfiskalsdistriktet låg under länsstyrelsen i Skaraborgs län.

## Ingående områden
När Sveriges nya indelning i landsfiskalsdistrikt trädde i kraft den 1 januari 1952 (enligt kungörelsen 1 juni 1951) ändrades distriktets indelning genom kommunreformen 1952 samt genom tillförsel av Tiveds landskommun från Karlsborgs landsfiskalsdistrikt.

### Från 1918
Vadsbo härad:
- Amnehärads landskommun
- Finnerödja landskommun
- Hova landskommun
- Lyrestads landskommun
- Älgarås landskommun

### Från 1 januari 1952
- Amnehärads landskommun
- Hova landskommun
- Lyrestads landskommun
- Tivedens landskommun